# Peggy Moffitt
Margaret Anne Peggy Moffitt (Los Angeles, 14 de maio de 1940 – Beverly Hills, 10 de agosto de 2024) foi uma atriz e modelo americana.
Fez diversos filmes entre as décadas de 1950 e 1960, mas sempre em pequenas aparições e participações, porém, foi como modelo que se destacou nos anos de 1960, sendo a musa do estilista Rudi Gernreich e em 4 de junho de 1964, foi manchete internacional, quando apresentou o monoquini, num estilo de vestir, principalmente como traje de praia, que mais tarde seria conhecido como topless.

## Filmografia
| Ano  | Título                     | Personagem        | Notas                                           |
| ---- | -------------------------- | ----------------- | ----------------------------------------------- |
| 1955 | You're Never Too Young     | Agnes             | Sem créditos                                    |
| 1956 | Meet Me in Las Vegas       | Showgirl          | Sem créditos                                    |
| 1956 | The Birds and the Bees     | Penny             | Sem créditos                                    |
| 1958 | Senior Prom                | Girl With Holder  |                                                 |
| 1959 | The Young Captives         | Teenager          | Sem créditos                                    |
| 1959 | Up Periscope               | Jukebox girl      | Sem créditos                                    |
| 1959 | Battle Flame               | Enfermeira Fisher |                                                 |
| 1959 | Girls Town                 | Flo               | Título alternativo: The Innocent and the Damned |
| 1960 | Alcoa Theatre              | Dodie Charles     | Episódio: "Capital Gains"                       |
| 1960 | Goodyear Theatre           | Dodie Charles     | Episódio: "Capital Gains"                       |
| 1964 | The Alfred Hitchcock Hour  | Robin Rath        | Episódio: "Beast in View"                       |
| 1966 | Who Are You, Polly Maggoo? | Manequim/Modelo   | Título francês Qui êtes vous, Polly Maggoo?     |
| 1966 | Blowup                     | Modelo            | Sem créditos                                    |
| 1967 | Basic Black                | Modelo            |                                                 |